# Тетрателлурид тринеодима
Тетрателлурид тринеодима — неорганическое соединение
неодима и теллура
с формулой Nd3Te4,
серые кристаллы.

## Получение
- Сплавление стехиометрических количеств чистых веществ:

{\displaystyle {\mathsf {3Nd+4Te\ {\xrightarrow {1600^{o}C}}\ Nd_{3}Te_{4}}}}

## Физические свойства
Тетрателлурид тринеодима образует серые кристаллы
кубической сингонии,
пространственная группа I 43d,
параметры ячейки a = 0,9456 нм.